# Românești (Iași)
Româneşti es una comuna ubicada en el distrito de Iași, Rumania.

## Superficie
Cuenta con una superficie de 40,40 kilómetros cuadrados.

## Demografía
Hasta 2021 la población era de 1524 habitantes, con una densidad de población de 37,72 habitantes por kilómetro cuadrado.